# 飯田くにこ
飯田　くにこ（いいだ くにこ、1978年4月7日 - ）は、日本の経営者。福島県いわき市出身。kunistyle株式会社所属。

## 経歴
福島県いわき市出身、福島県立磐城女子高等学校卒業。東京家政大学栄養学部にて運動生理学・解剖生理学・生化学・病理学などの栄養学全般を学び栄養士を取得。大学在学中NZに語学留学し、卒業後は大手外資系企業の秘書などの仕事を経験。
2009年オーストラリアに渡ってヨガを学び全米ヨガアライアンスを取得。
2017年4月よりアメリカ合衆国ニューヨークのスーリヤヨガサイドにて契約締結

## 著書
- 『DNAダイエット : 9タイプのヨガ&食事法プログラム』双葉社、2015年1月。ISBN 978-4575308143
- 2017.4月より全国セブンイレブンにて飯田くにこ監修まいにちおうちヨガ発売